# Reinante (przystanek kolejowy)
Reinante – przystanek kolejowy kolei wąskotorowej FEVE w Barreiros, w Galicji, w Hiszpanii.
W pobliżu przystanku znajduje się Plaża Katedr.
| Reinante                               |  |                           |
| Linia Ferrol - Oviedo/Gijon (136,1 km) |  |                           |
| Barreirosodległość: 4,2 km             |  | Esteiro odległość: 2,3 km |